# Roland Garros (phi công)
Eugène Adrien Roland Georges Garros (phát âm tiếng Pháp: [ʁɔlɑ̃ ɡaʁɔs]; 6 tháng 10 năm 1888 – 5 tháng 10 năm 1918) là một trong những phi công người Pháp thời kì đầu tiên và là một phi công chiến đấu trong Chiến tranh thế giới thứ nhất.

## Tiểu sử
Eugène Adrien Roland Georges Garros sinh ra ở Saint-Denis, Réunion, và từng học ở Lycée Janson de Sailly và HEC Paris. Ông bắt đầu sự nghiệp hàng không vào năm 1909 với việc bay trên loại máy bay cánh đơn Demoiselle (Chuồn chuồn), một chiếc máy bay chỉ bay tốt với phi công có thể trạng nhỏ và nhẹ cân. Ông có giấy phép lái máy bay Ae.C.F. số 147 vào tháng 7 năm 1910. Năm 1911, Garros tốt nghiệp khoá lái máy bay cánh đơn Blériot và tham gia một số cuộc đua máy bay của châu Âu với loại máy bay này, bao gồm cuộc đua máy bay Paris - Madrid năm 1911 và Cuộc đua châu Âu (Circuit of Europe) (Paris-London-Paris), cuộc đua mà ông xếp thứ hai. Vào tháng chín, Garros thiết lập một kỷ lục độ cao thế giới mới cho máy bay với độ cao 5.610 m (18.410 ft). Năm 1913, ông chuyển sang bay loại máy bay cánh đơn Morane-Saulnier có tốc độ cao hơn, và trở nên nổi tiếng thông qua việc thực hiện chuyến bay liên tục đầu tiên qua biển Địa Trung Hải từ Fréjus ở miền nam nước Pháp tới Bizerte ở Tunisia trên một chiếc Morane-Saulnier G. Năm tiếp theo, Garros gia nhập Quân đội Pháp sau khi Chiến tranh thế giới thứ nhất bùng nổ.

### Lần tham gia không chiến đầu tiên
Theo một câu chuyện trong bức điện tín ngày 3 tháng 8 năm 1914, Garros đã lái chiếc máy bay của ông hướng vào một chiếc khinh khí cầu Zeppelin của Đức ngay trên biên giới của Đức, tiêu diệt khinh khí cầu và giết chết cả hai phi công của nó. Đây có thể được coi là trận không chiến đầu tiên trong lịch sử thế giới.

### Sự phát triển các thiết bị ngắt

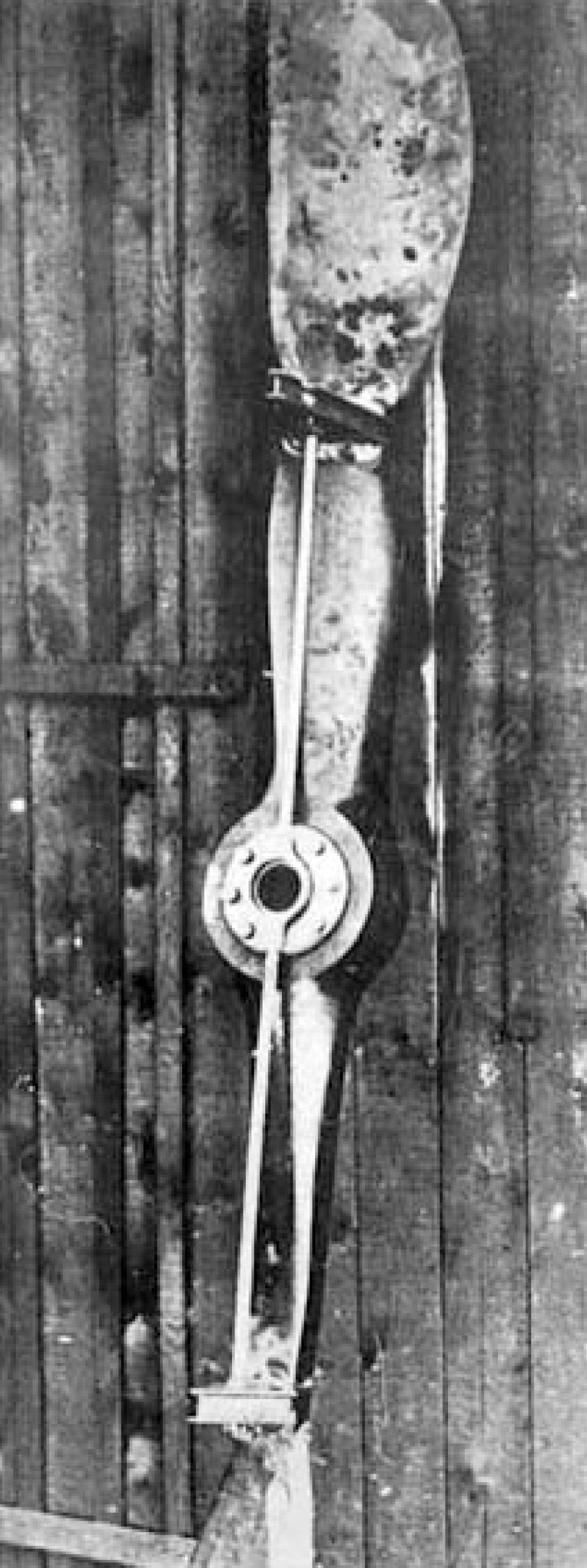
Cánh quạt của Garros, với bộ làm lệch viên đạn của nó, sau khi bị thu hồi từ máy bay bị bắn rơi của mình

Trong những giai đoạn đầu của những cuộc không chiến trong Chiến tranh thế giới thứ nhất, vấn đề về việc gắn một khẩu súng máy bắn về phía trước lên máy bay chiến đấu đã được xem xét bởi một số cá nhân. Khái niệm sau này được gọi là "thiết bị ngắt" (interupter gear) không được sử dụng cho đến khi Anthony Fokker phát triển một thiết bị đồng bộ mà đã có một tác động lớn vào các cuộc không chiến; tuy nhiên, Garros cũng đã có một vai trò quan trọng trong quá trình hoàn thành được mục tiêu này.
Là một phi công trinh sát với chiếc Escadrille MS26, Garros đã viếng thăm Morane-Saulnier Works vào tháng 12 năm 1914. Thiết bị kim loại hình nêm làm chệnh hướng gắn vào cánh quạt mà Saulnier tạo ra đã được đưa ra bởi Garros; cuối cùng ông đã có một cài đặt hoàn toàn khả thi được trang bị cho máy bay Morane-Saulnier L của ông. Garros được ghi nhận là người đầu tiên bắn hạ một chiếc máy bay bằng máy bay chiến đấu xuyên qua một cánh quạt máy kéo (tractor profeller) vào ngày 1 tháng 4 năm 1915; sau đó thêm hai chiến thắng nữa trước máy bay của Đức vào ngày 15 và 18 tháng 4 năm 1915.
Ngày 18 tháng 4 năm 1915, hoặc do ống dẫn nhiên liệu máy bay của Garros bị tắc, hay bởi các nguyên nhân khác, máy bay của ông bị bắn rơi bởi hỏa lực mặt đất, và ông buộc phải lượn để hạ cánh ở tiền tuyến phía Đức. Garros đã thất bại trong việc tiêu diệt hắn máy bay của mình hoàn toàn trước khi bị bắt làm tù binh: đáng kể nhất, khẩu súng và cánh quạt bọc thép vẫn còn nguyên vẹn. Đã có câu chuyện đồn nói rằng sau khi kiểm tra máy bay, các kỹ sư người Đức, được dẫn dắt bởi Fokker, đã thiết kế ra hệ thống hãm một cách hoàn thiện. Thật ra, hệ thống của Fokker đã được tiến hành ít nhất sáu tháng trước khi máy bay của Garros rơi vào tay họ. Với sự ra đời của thiết bị ngắt, Đức đã lật ngược thế cờ với quân Đồng minh, khi các máy bay của Fokker đã bắn hạ rất nhiều máy bay của phe Đồng minh, sẽ dẫn đến điều mà sau này được gọi là Tai hoạ Fokker.

### Sau thời gian giam giữ tại một trại tù binh
Garros cuối cùng đã lập kế hoạch trốn thoát khỏi trại tù binh ở Đức vào ngày 14 tháng 2 năm 1918 sau nhiều nỗ lực, và tái gia nhập quân đội Pháp. Ông được phân về phi đội Escadrille 26 và lái một chiếc Spad, và đạt được hai chiến thắng vào ngày 2 tháng 10 năm 1918, một trong số đó đã được xác nhận. Ngày 5 tháng 10 năm 1918, Garros đã bị bắn và giết chết ở một địa điểm gần Vouziers, Ardennes, một tháng trước khi kết thúc cuộc chiến, và một ngày trước sinh nhật lần thứ 30 của ông. Đối thủ của ông có lẽ là phi công "ace" xuất sắc người Đức Hermann Habich từ phi đội Jasta 49.
Garros thường bị gọi một cách nhầm lẫn là phi công "ace" đầu tiên trên thế giới. Thực tế, ông chỉ bắn hạ bốn chiếc máy bay; trong khi định nghĩa "ace" là năm chiến thắng hoặc hơn. Người đầu tiên được mang vinh dự này là một phi công người Pháp khác, Adolphe Pégoud.

## Các địa điểm được mang tên Roland Garros
Một trung tâm quần vợt, mà Garros tham dự một cách rất đều đặn khi ông đang học ở Paris, được đặt theo tên ông trong thập niên 1920, Stade de Roland Garros. Sân vận động này phục vụ cho Giải Pháp Mở rộng, một trong bốn giải quần vợt thuộc hệ thống Grand Slam. Vì vậy, tên chính thức của giải đấu là Les internationaux de France de Roland-Garros ("Giải Quốc tế Pháp Roland Garros").
Sân bay quốc tế của Réunion, Sân bay Roland Garros, cũng được đặt theo tên của ông. Nơi ông hạ cánh ở Bizerte được gọi trong thực tế là Roland Garros.
Nhà sản xuất xe hơi Pháp Peugeot đã tạo ra một phiên bản giới hạn mang tên 'Roland Garros' cho phiên bản 205 của họ trong một động thái chúc mừng cho giải đấu quần vợt được lấy theo tên ông. Mẫu này bao gồm lớp sơn đặc biệt và nội thất bằng da. Vì sự thành công của phiên bản đặc biệt này, Peugeot sau này đã tạo ra các phiên bản Roland Garros cho các mẫu 106, 206, 207, 208, 306, 307, 406 và 806 của họ.